# 哈弗尔河畔韦尔德
哈弗尔河畔韦尔德（德語：Werder (Havel)），简称韦尔德（德語：Werder，發音：[ˈvɛʁdɐ] ⓘ），是德国勃兰登堡州波茨坦-米特尔马克县的城市，面积117.05平方千米，2023年12月31日人口为26,970人。

## 友好城市
截至2021年2月，哈弗尔河畔韦尔德共与六座城市结为友好城市关系：
- 德国 莱茵兰-普法尔茨州 奥彭海姆（1990年4月29日）
- 丹麦 约灵（1993年4月26日）
- 德国 石勒苏益格-荷尔斯泰因州 阿尔姆多夫（1995年5月20日）
- 波蘭 特切夫（1998年1月30日）
- 立陶宛 比尔扎伊（1999年3月5日）
- 大韓民國 务安郡（2001年6月27日）